# 日経進学Navi
日経進学Navi（にっけいしんがくナビ、日経進学ナビ）とは、株式会社ディスコと日経HRが運営する高校生・受験生およびその保護者のための進学情報サイトである。
大学・短大・専門学校への進学や留学を考えている高校生・受験生に対して、幅広い情報を提供している。

## 主な機能・コンテンツ
- 四年制大学・短期大学・専門学校等約4300校の情報を掲載
- 学校名や所在地からだけでなく、学べる学問・分野や、在学生の出身高校、卒業生の就職先企業名から学校を検索することが可能
- オープンキャンパス・体験入学情報の掲載、日程検索
- 学校案内資料パンフレットの請求（国立大学への資料請求も一部を除いて無料で可能。）
- 全国の学校紹介ムービー（約1,000本を掲載中。）
- Smartパンフ（全国の学校案内パンフレットをデジタルブックで掲載。パンフレットの中身を全文検索することが可能。）
- After School TV（インターネット番組を放送中。オードリーや相沢真紀なども出演中。）
- 日経進学Naviスカラシップ（入学金相当の30万円を給付する返還不要の奨学金制度。）